# Plejaderna (stjärnhop)
För andra betydelser, se Plejaderna.
Plejaderna är en öppen stjärnhop i Oxens stjärnbild som fått sitt namn efter den grekiska mytologins namn för de sju nymferna Πλειάδες, vilka var döttrar till Atlas och Pleione. Stjärnhopen är även känd som M45, efter sitt nummer i Messiers katalog, eller Sjustjärnorna. Hopen går även under smeknamnet de Sju systrarna. Plejaderna innehåller även Meropenebulosan (NGC 1435) och Maianebulosan (NGC 1432).
Plejaderna ligger cirka 440 ljusår från Solen. Med blotta ögat ser Plejaderna ut som en mycket liten karlavagn och man kan vanligen se de sex ljusstarkaste stjärnorna som ingår i stjärnhopen, men under bra siktförhållanden går det att se upp till tio. I en vanlig kikare avslöjar sig en mängd ytterligare stjärnor, och totalt ingår några hundra. Stjärnorna är omgivna av en nebulosa, vilket går att se i foton med lång exponeringstid. Stjärnhopen är ganska ung, cirka 100 miljoner år, och antas hänga samman bara 250 miljoner år framåt.

## De ljusaste stjärnorna
| Namn                    | Beteckning            | Skenbar magnitud | Spektraltyp  |
| ----------------------- | --------------------- | ---------------- | ------------ |
| Alcyone                 | Eta Tauri, 25 Tauri   | 2,87             | B7IIIe       |
| Atlas                   | 27 Tauri              | 3,63             | B8III        |
| Elektra                 | 17 Tauri              | 3,70             | B6IIIe       |
| Maia                    | 20 Tauri              | 3,87             | B7III        |
| Merope                  | 23 Tauri              | 4,18             | B6IVev       |
| Taygeta                 | 19 Tauri              | 4,29             | B6V          |
| Pleione                 | 28 Tauri              | 5,09 (variabel)  | B8IVpe       |
| Celaeno                 | 16 Tauri              | 5,46             | B7IV         |
| Asterope (två stjärnor) | 21 Tauri och 22 Tauri | 5,76 och 6,43    | B8Ve och B9V |
| —                       | 18 Tauri              | 5,64             | B8V          |

## I populärkultur
Det japanska namnet på Plejaderna är Subaru, vilket givit det japanska bilmärket Subaru dess namn och även dess logotyp.
De sju systrarna av Lucinda Riley (2020) Handlar om 7 systrar uppkallade efter stjärnorna i plejaderna.